# Municipio de Elmwood (Misuri)
El municipio de Elmwood (en inglés: Elmwood Township) es un municipio ubicado en el condado de Saline en el estado estadounidense de Misuri. En el año 2010 tenía una población de 654 habitantes y una densidad poblacional de 3,6 personas por km².

## Geografía
El municipio de Elmwood se encuentra ubicado en las coordenadas 39°5′7″N 93°23′44″O / 39.08528, -93.39556. Según la Oficina del Censo de los Estados Unidos, el municipio tiene una superficie total de 181.61 km², de la cual 181,23 km² corresponden a tierra firme y (0,21 %) 0,38 km² es agua.

## Demografía
Según el censo de 2010, había 654 personas residiendo en el municipio de Elmwood. La densidad de población era de 3,6 hab./km². De los 654 habitantes, el municipio de Elmwood estaba compuesto por el 94,34 % blancos, el 1,68 % eran afroamericanos, el 0,31 % eran asiáticos, el 0,46 % eran de otras razas y el 3,21 % eran de una mezcla de razas. Del total de la población el 1,53 % eran hispanos o latinos de cualquier raza.